# 一関市立一関中学校
一関市立一関中学校（いちのせきしりつ いちのせきちゅうがっこう）は、岩手県一関市真柴にある公立中学校。略称は関中（かんちゅう）。

## 沿革
- 1947年（昭和22年）4月1日  - 学制改革に伴い、一関町立一関中学校として開校[3]。
- 1948年（昭和23年）4月1日 - 市制施行に伴い、所在地が一関市真柴となり「一関市立」に改称[3]。
- 1949年（昭和24年）10月11日 - 校歌を制定（作詞：大木惇夫、作曲：山田耕筰）[3]。
- 1952年（昭和27年）
  - 7月11日 - 旧校舎の地に新校舎を落成し、移転[4]。
  - 10月1日 - 一関市立真滝中学校真柴分校を統合[4]。
- 1953年（昭和28年）4月6日 - 校名旗を制定[4]。
- 1954年（昭和29年）4月1日 - 一関16・17区を桜町中学校区に移行[4]。
- 1955年（昭和30年）7月1日 - 体育館を落成[4]。
- 1959年（昭和34年）4月1日 - 上の橋通り以北の地区を桜町中学校区に移行[4]。
- 1965年（昭和40年）11月27日 - 校門を設置[4]。
- 1966年（昭和41年）8月15日 - 国旗・校章掲揚塔を設置[4]。
- 1967年（昭和42年）10月9日 - 創立20周年記念行事として記念館・学校園を設置[4]。
- 1979年度（昭和54年度）- 鉄筋コンクリート造2階建ての新校舎（第一校舎）を落成[2]。
- 1981年（昭和56年）1月16日 - 新校舎へ移転[3]。
- 1987年（昭和62年）- 関中太鼓委員会を発足し、伝承活動を開始[5]。
- 1988年（昭和63年）3月17日 - 校旗を本校のPTAと同窓会から贈呈[4]。
- 1991年（平成3年）10月30日 - プールを落成[4]。
- 1992年度（平成4年度）- 鉄筋コンクリート造平屋建ての第二校舎を落成[2]。
- 1993年度（平成5年度）- 鉄骨造の体育館を落成[2]。
- 1994年（平成6年）6月4日 - 体育館の落成記念式典を挙行[4]。
- 1995年（平成7年）3月31日 - コンピュータ教室を改築[4]。
- 2011年（平成23年）
  - 3月11日 - 東北地方太平洋沖地震により各所が被災[3][6]。
  - 3月25日 - 武道場・新部室を落成[7][2]。
- 2022年（令和4年）4月1日 - 一関地方中学校文化連盟事務局校に指定[3]。

## 学校目標

### 教育目標
- 知性豊かな生徒
- 心の温かい生徒
- 体力のみなぎる生徒
- 気力あふれる生徒

出典：

## 学校活動
主な学校活動（行事）のみ掲載。
1学期
- 4月 - 新任式、始業式、入学式、対面式
- 5月 - 体育祭、地区通信陸上大会
- 6月 - 芸術鑑賞（3年生）、一関地方中総体、県通信陸上競技大会
- 7月 - 吹奏楽コンクール、県中総体、終業式（夏季休業）

2学期
- 8月 - 始業式、地区駅伝大会、フィールドワーク（1年生）
- 9月 - 一関地方児童生徒独唱大会、一関地方新人戦、修学旅行（3年生）
- 10月 - 一関地方中文祭、県新人大会前期、関中祭
- 11月 - 県新人大会後期
- 12月 - アンサンブルコンテスト、終業式（冬期休業）

3学期
- 1月 - 始業式、県立高等学校推薦入試
- 2月 - なし
- 3月 - 県立高等学校一般入試、卒業式、修了式（年度末休業）、離任式

## 部活動

### 運動部
- 野球部（男子）
- サッカー部（男子）
- バレーボール部
- バスケットボール部

- ソフトテニス部
- 卓球部
- 剣道部

### 文化部
- 吹奏楽部
- 総合文化部

出典：

### 特設部
期間限定で有志の生徒が加入する。
- 特設陸上部
- 特設駅伝部
- 特設合唱部
- 特設水泳部

### 廃止した部活動
運動部
- ソフトボール部[13][14]
- 柔道部[13][15]

文化部
- 科学部[16]

## 付属施設
主な施設のみ掲載。
- 体育館（1,237 m2[1]）- 鉄骨造平屋建て[2]
- 武道館（448 m2[1]）- 鉄骨造平屋建て[2]
- 屋外プール
- 校庭（19,037 m2[1]）
- グラウンド

## 生徒・学級数
2000年度以降は毎年度、生徒数と学級数を掲載。
| 年度                                          | 生徒数      | 増減 | 学級数  | 増減 | 出典          | 備考             |
| --------------------------------------------- | ----------- | ---- | ------- | ---- | ------------- | ---------------- |
| 1990（平成2）年度                             | 486         |      | 不明    | 不明 | [ 4 ]         |                  |
| 1991（平成3）年度                             | 490         | 4    | 不明    | 不明 | [ 4 ]         |                  |
| 1992（平成4）年度                             | 480         | −10  | 不明    | 不明 | [ 4 ]         |                  |
| 1993（平成5）年度                             | 485         | 5    | 不明    | 不明 | [ 4 ]         |                  |
| 1994（平成6）年度                             | 464         | −21  | 不明    | 不明 | [ 4 ]         |                  |
| 1995（平成7）年度                             | 440         | −24  | 不明    | 不明 | [ 4 ]         |                  |
| 1996（平成8）年度                             | 419         | −21  | 不明    | 不明 | [ 4 ]         |                  |
| 1997（平成9）年度                             | 390         | −29  | 不明    | 不明 | [ 4 ]         | 開校50周年       |
| 1998（平成10）年度                            | 392         | 2    | 不明    | 不明 | [ 4 ]         |                  |
| 1999（平成11）年度                            | 371         | −21  | 不明    | 不明 | [ 4 ]         |                  |
| 2000（平成12）年度                            | 341         | −30  | 10      |      | [ 17 ]        |                  |
| 2001（平成13）年度                            | 319         | −22  | 10      | 0    | [ 18 ]        |                  |
| 2002（平成14）年度                            | 310（不明） | −9   | 10（1） | 0    | [ 19 ] [ 20 ] | 特別支援学級設置 |
| 2003（平成15）年度                            | 303（1）    | −8   | 10（1） | 0    | [ 21 ]        |                  |
| 2004（平成16）年度                            | 316         | 13   | 9       | 0    | [ 22 ]        |                  |
| 2005（平成17）年度                            | 310         | －6  | 9       | 0    | [ 23 ]        |                  |
| 2006（平成18）年度                            | 304（2）    | －6  | 11（2） | 2    | [ 24 ]        |                  |
| 2007（平成19）年度                            | 308（4）    | 4    | 11（2） | 0    | [ 25 ]        | 開校60周年       |
| 2008（平成20）年度                            | 328（5）    | 20   | 11（2） | 0    | [ 26 ]        |                  |
| 2009（平成21）年度                            | 335（4）    | 7    | 10（1） | －1  | [ 27 ]        |                  |
| 2010（平成22）年度                            | 332（4）    | －3  | 10（1） | 0    | [ 28 ]        |                  |
| 2011（平成23）年度                            | 311（3）    | －21 | 10（1） | 0    | [ 29 ]        |                  |
| 2012（平成24）年度                            | 292（2）    | －19 | 10（1） | 0    | [ 30 ]        |                  |
| 2013（平成25）年度                            | 276（1）    | －16 | 10（1） | 0    | [ 30 ]        |                  |
| 2014（平成26）年度                            | 272（1）    | －4  | 10（1） | 0    | [ 30 ]        |                  |
| 2015（平成27）年度                            | 261（1）    | －11 | 10（1） | 0    | [ 30 ]        |                  |
| 2016（平成28）年度                            | 259（3）    | －2  | 11（2） | 1    | [ 30 ]        |                  |
| 2017（平成29）年度                            | 246（5）    | －13 | 11（2） | 0    | [ 30 ]        | 開校70周年       |
| 2018（平成30）年度                            | 243（7）    | －3  | 11（2） | 0    | [ 30 ]        |                  |
| 2019（令和元）年度                            | 231（6）    | －12 | 11（2） | 0    | [ 30 ]        |                  |
| 2020（令和2）年度                             | 221（6）    | －10 | 10（2） | －1  | [ 30 ]        |                  |
| 2021（令和3）年度                             | 213（7）    | －8  | 9（2）  | －1  | [ 30 ]        |                  |
| 2022（令和4）年度                             | 198（9）    | －15 | 8（2）  | －1  | [ 30 ]        |                  |
| 2023（令和5）年度                             | 197         | −1   | 不明    | 不明 | [ 31 ]        |                  |
| ※生徒数・学級数内の（）は特別支援生徒・学級数 |             |      |         |      |               |                  |

## 学区
一関市立南小学校の学区と同一。
- 一関市
  - 一関5区 - 9区、19区、20区
  - 関が丘3区、4区
  - 高崎、釣親、台東
- 一関市真滝
  - 真滝13区 - 15区
  - 真滝12区（一部）
  - 東中田区
- 一関市萩荘
  - 萩荘2区（一部）

出典：

## 進学前小学校
- 一関市立一関南小学校（一関市南町）

出典：

## アクセス
中田団地の北西、東北新幹線と東北本線が付近を南北に貫いている。

### 鉄道
- 一ノ関駅（JR東日本）から車で約5分、徒歩で約40分

### バス
- 「一関中学校前」バス停（岩手県交通・系統54中田団地線）から徒歩で約5分
- 一ノ関駅から上述の路線バスで約8分（朝7時台の一関駅行のみ所要15分）

### 自動車
- 国道284号・国道342号の新大町交差点（一関市宮坂町）から国道342号経由で約5分

## 周辺
- JR東日本 - 東北新幹線・東北本線
- 国道342号
- ファミリーマート一関千代田店

## 出身者
- 及川和男(作家)
- 小松彩夏(女優)